# Philipine van Aanholt
Philipine van Aanholt (* 26. Mai 1992 in Utrecht, Niederlande) ist eine Seglerin aus Curaçao.

## Werdegang
Van Aanholt ist Tochter des Seglers und Olympiateilnehmers Cor van Aanholt. 2003 bestritt sie in einem Optimist bei den Nordamerikanischen Meisterschaften vor Valle de Bravo (Mexiko) ihre erste internationale Regatta. 2008 wurde sie im Splash Mädchen-Weltmeisterin.
Später wurde der Laser Radial die Bootsklasse, in der sie überwiegend zu Wettkämpfen antritt. Bei den Segelweltmeisterschaften 2011 vor Perth wurde sie 83., im Jahr darauf bei der Laser-Radial-Weltmeisterschaft der Frauen vor Boltenhagen 37.
Sie qualifizierte sich für die Olympischen Spiele 2012 in London. Nachdem das Nationale Olympische Komitee der Niederländischen Antillen nach Auflösung des Inselverbandes seine Anerkennung durch das IOC verloren hatte, erhielt sie die Erlaubnis, in London als Unabhängige Olympiateilnehmerin an den Start zu gehen. Bei den Olympischen Spielen 2016 in Rio de Janeiro vertrat van Aanholt Curaçao.
Sie studiert an der Reichsuniversität Groningen Wirtschaft. Heimatverein ist Youth Sailing Curaçao, ihr Trainer Martin Jenkins.
Ihre Schwester Odile van Aanholt wurde 2024 in Paris in der 49erFX-Klasse Olympiasiegerin.